# Indice (analyse complexe)

L'indice du point p par rapport au lacet C vaut 2.

Pour les articles homonymes, voir Indice.
En mathématiques, l'indice d'un point par rapport à un lacet est intuitivement le nombre de tours (dans le sens contraire des aiguilles d'une montre) réalisé par le lacet autour du point. Cette notion joue un rôle central en analyse complexe, car l'indice intervient dans la théorie de Cauchy globale et, en particulier, dans la formule intégrale de Cauchy. L'indice apparaît également dans le théorème des résidus. L'indice fournit le lien entre les aspects purement analytiques en analyse complexe et les propriétés topologiques du plan complexe. C'est un cas particulier de la notion de degré d'une application.

## Intuition

Un objet qui se promène le long de la courbe rouge réalise deux tours dans le sens contraire des aiguilles autour de la personne.

Intuitivement, l'indice d'un point par rapport à un lacet est le nombre de tours (dans le sens contraire des aiguilles d'une montre) que fait un objet qui se promène le long du lacet. Si l'objet réalise un tour dans le sens contraire des aiguilles d'une montre on ajoute 1. Si l'objet réalise un tour dans le sens des aiguilles d'une montre on retranche 1. Une courbe qui ne tourne pas autour du point a un indice de 0. Voici des exemples de points et lacets :
| {\displaystyle \cdots } |    |    |   |                         |
|                         | −2 | −1 | 0 |                         |
|                         |    |    |   | {\displaystyle \cdots } |
|                         | 1  | 2  | 3 |                         |

## Indice d'un point par rapport à un lacet
D'après le théorème de relèvement, si {\displaystyle \gamma :[0,1]\to \mathbb {C} ^{*}} est un lacet (chemin tel que γ (1) = γ(0)) dans le plan complexe privé de l'origine, il existe un chemin (non unique) {\displaystyle {\tilde {\gamma }}:[0,1]\to \mathbb {C} } tel que {\displaystyle \gamma =\exp \circ {\tilde {\gamma }}}. La quantité
{\displaystyle {\frac {1}{2\mathrm {i} \pi }}({\tilde {\gamma }}(1)-{\tilde {\gamma }}(0))}
ne dépend pas du relèvement {\displaystyle {\tilde {\gamma }}} choisi et s'appelle l'indice de γ par rapport à 0 ; elle correspond au « nombre de tours » comptés algébriquement (c'est-à-dire en tenant compte du sens de parcours) que fait le lacet autour de l'origine. En effet, {\displaystyle {\tilde {\gamma }}:[0,1]\to \mathbb {C} } apparaît comme un « logarithme » du lacet γ et donc {\displaystyle {\tilde {\gamma }}(1)-{\tilde {\gamma }}(0)} correspond à la différence des valeurs de la partie imaginaire du logarithme complexe, c'est-à-dire une fonction argument.
Si maintenant {\displaystyle \gamma :[0,1]\to \mathbb {C} } est un lacet quelconque et z un nombre complexe n'appartenant pas à l'image {\displaystyle \gamma ([0,1])\subset \mathbb {C} } de γ, l'indice de z par rapport à γ — ou de γ par rapport à z — noté Indγ (z), est l'indice par rapport à 0 du lacet γ – z. Cette définition de l'indice fait apparaître cette quantité comme un cas particulier du degré de l'application de Gauss en topologie.

## Propriétés
- Lorsque le lacet γ est différentiable par morceaux, l'indice s'exprime sous forme d'une intégrale :

Cette définition subsiste d'ailleurs pour les lacets continus à variation bornée, pourvu qu'on utilise une intégrale possédant une extension de Stieltjes, et définie pour les fonctions dans les espaces de Banach à produit. Telle est par exemple l'intégrale de Kurweil-Henstock, mais en l'occurrence, une simple version de l'intégrale de Riemann-Stieltjes suffit.
- En notant {\displaystyle \Omega =\mathbb {C} \smallsetminus \gamma ([0,1])}, on a une fonction {\displaystyle z\mapsto \operatorname {Ind} _{\gamma }(z)} à valeurs entières sur Ω, constante sur les composantes connexes de Ω, et nulle sur la composante non bornée de Ω. Ces valeurs entières correspondent au nombre de tours effectués par le lacet autour du point z.